# 海子镇 (彝良县)
海子镇，是中华人民共和国云南省昭通市彝良县下辖的一个乡镇级行政单位。
2012年8月30日，云南省人民政府批复同意撤销海子乡，设立海子镇。

## 行政区划
海子镇下辖以下地区：
海子村、大坪村、新营村、花园村、中沟村、大田村、瓦厂村、新场村和清河村。